# 極越

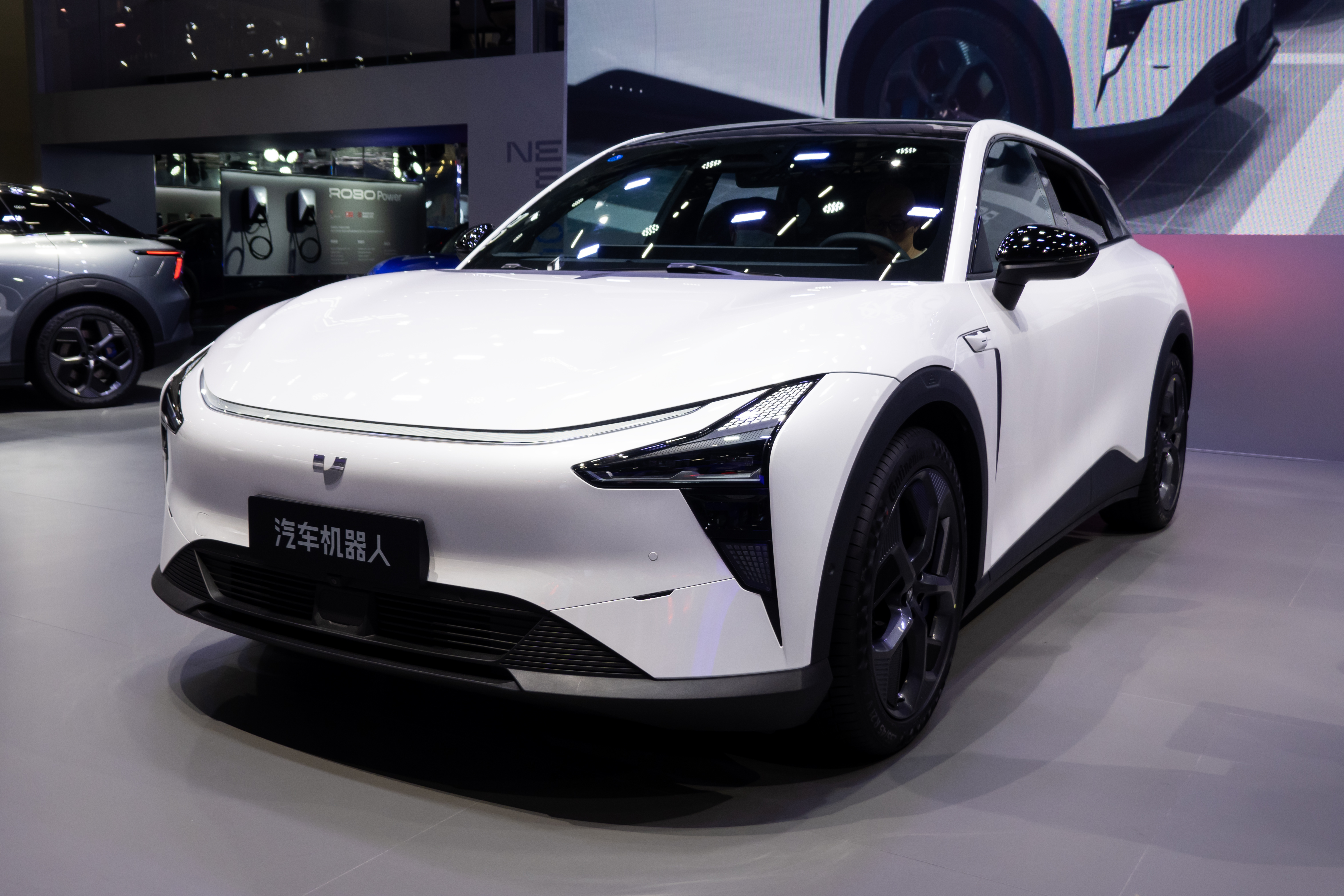
極越・01

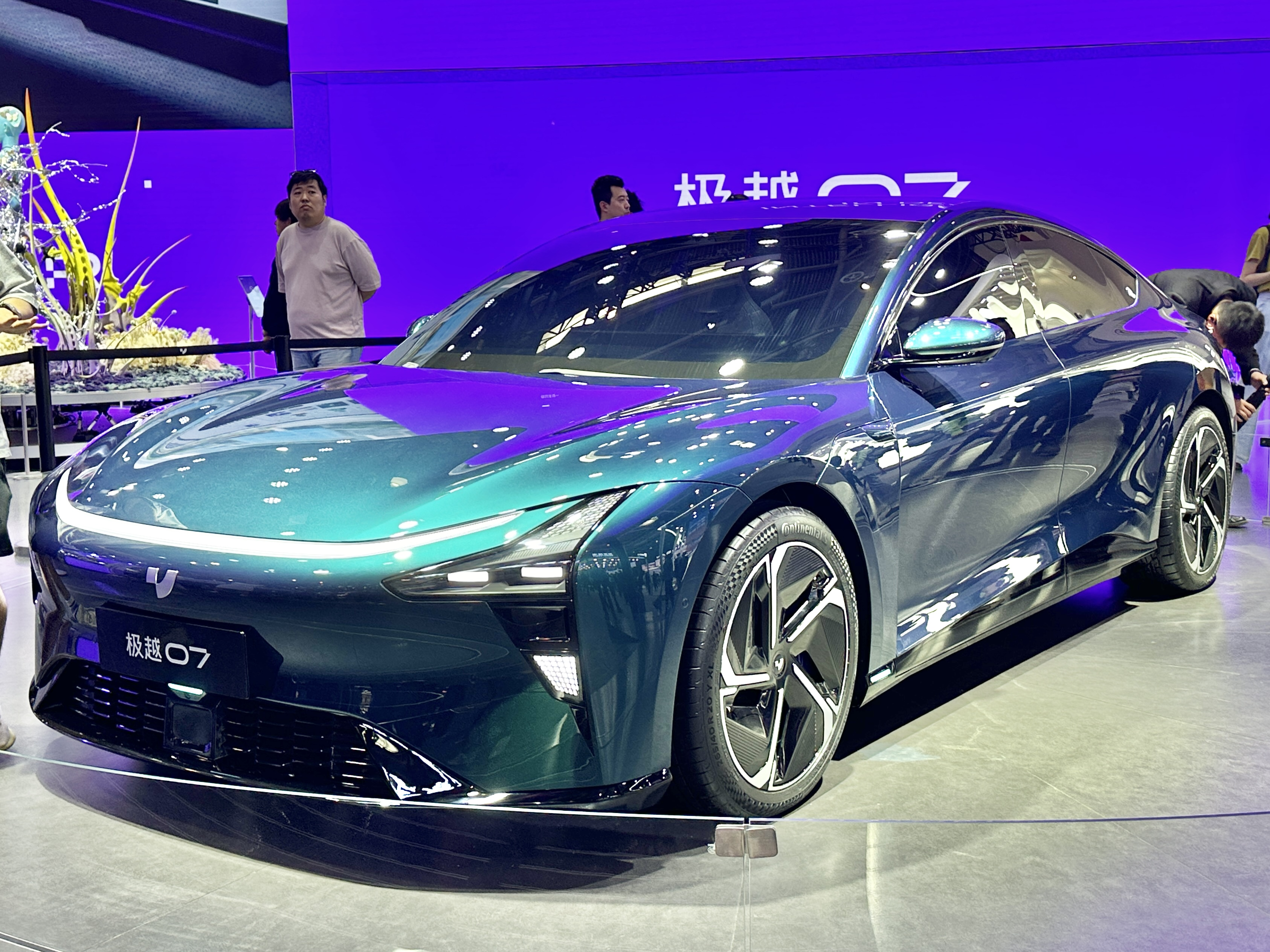
極越・07

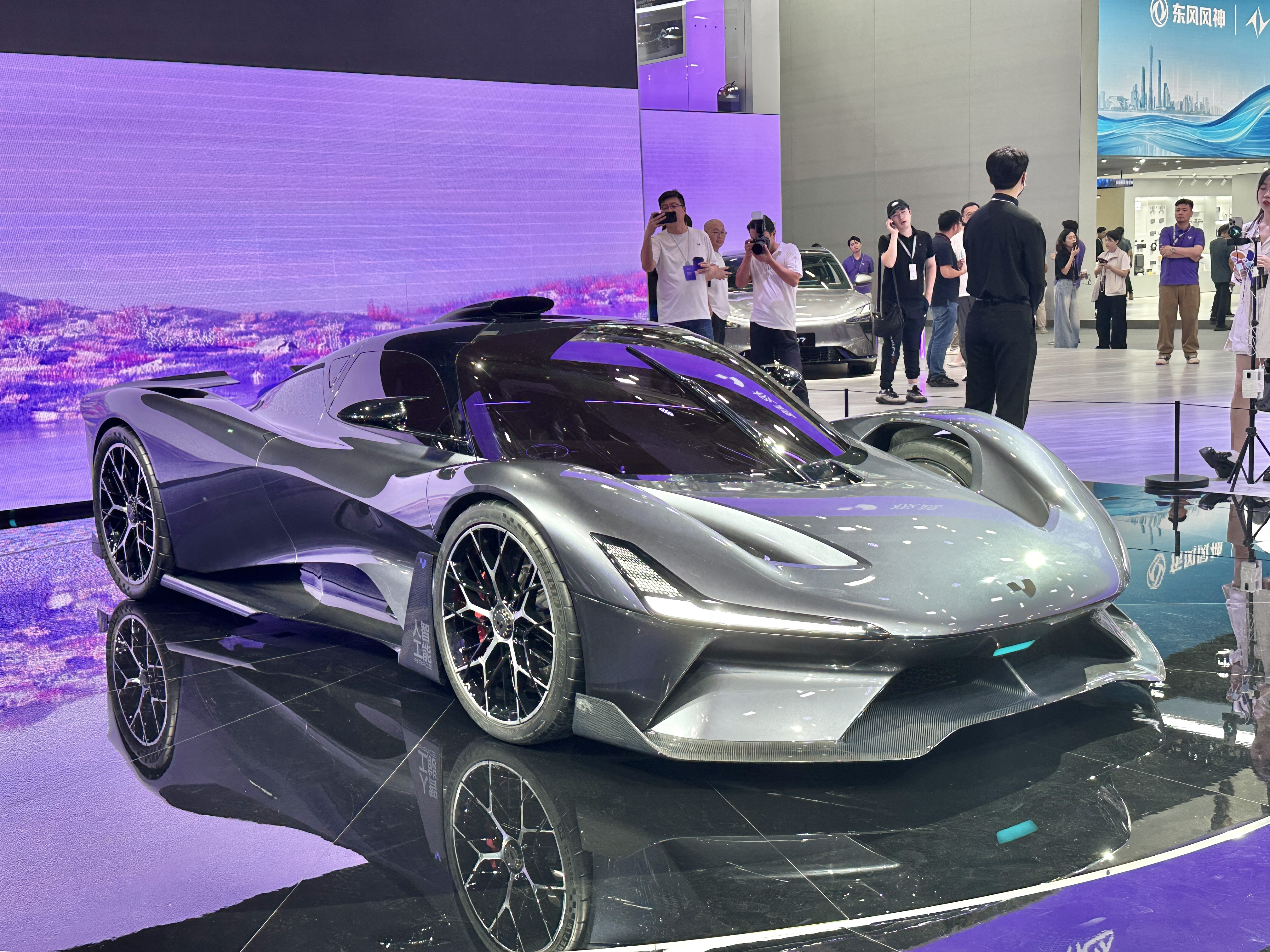
ROBO X

極越（Ji Yue Auto、极越、ジユエ）は、吉利ホールディングスに所属していた中国の自動車ブランドである。吉利と中国のIT企業である百度のパートナーシップにより設立された。
プロジェクト開始当初のブランド名だった「集度汽車（Jidu Auto、ジードゥ）」という名称でも知られる。

## 概要

### 設立からコンセプトカー発表まで
極越はEVと自動運転による次世代ロボットカーを展開するブランドである。
百度は2013年から自動運転技術の開発を開始し、2017年に自動運転プラットフォーム「Apollo（アポロ）」を開発した。これまでに培った技術をもとに、百度は自動運転車の量産化を目指していた。
2021年1月、百度と吉利がEV会社設立のためのパートナーシップ締結を発表し、同年3月に百度55％と吉利45％の出資による合弁会社「集度汽車有限公司」が上海に設立された。
CEOにはモバイクの共同創設者兼CTOである夏一平（Xia Yiping）が就任したほか、百度から3名、吉利から1名の取締役が任命された。百度は集度汽車に対して過半数を出資し、百度の主導による経営を目指していた。
集度というブランド名には「百度のAI技術を集大成する」という意味が込められたという。
2021年11月、事業運営の整理のため、百度と吉利の出資により「上海集度汽車有限公司」を設立。これ以降、上海集度汽車が集度グループの中心となり、当初設立された集度汽車有限公司が実務を担わなくなったことで、同社の登記上の名称が「上海幂航汽車有限公司」に変更された。集度は「今回の商業登記の変更は事業発展に基づく正常な調整である」と説明したが、設立から繰り返される登記変更に対して会社の存続を不安視する声が上がった。
2022年1月、総額4億ドル弱（約455億円）のシリーズA資金調達を完了した。また同月、集度のブランドロゴが発表された。
2022年6月に初のコンセプトカーである「ROBO-01」を発表し、2022年末の予約販売開始を予告した。

### 体制変更
2022年6月30日、集度汽車の商業登記が再度変更され、百度の出資比率が55％から100％に引き上げられ、夏がCEOを辞任し、吉利が株主から撤退したと報道された。これにより百度と吉利のパートナーシップの解消が噂されたが、百度・吉利両社とも「今回の変更は事業開発のニーズに基づいて実施した通常の調整である」という声明を発表した。なお、母体である上海集度汽車のCEOは引き続き夏が勤め、百度・吉利の合弁体制にも変更は無かった。
2023年8月、吉利65％、百度35％の出資により「杭州極与越汽車科技有限公司」が設立され、集度が新ブランド「極越」として再始動することが発表された。加えて、コンセプトカーだったROBO-01の正式名称が01に決定し、中国工業情報化部から車両販売資格を正式に取得したことも発表された。
この体制変更は、百度主体の体制では中国工業情報化部から新エネルギー車製造資格を取得する難易度が高いため、生産資格獲得のために吉利主体の体制に変更したことが理由とされる。これにより百度主体による自動車生産は断念され、百度はApolloといった自動運転技術などのテクノロジー面で車両開発に参画することとなった。
加えて、BYDやテスラなどのシェア拡大により新興EVメーカーの競争が激化しており、百度自体も自動運転から生成AIの開発に焦点を当て始めたことで、自動車市場における主導的な立場を縮小する方針に切り替わったと見られている。

### 第一号車の発売以降
2023年10月、ROBO-01をベースとしたブランド第1号の量産車「01」を発売した。
2024年4月、北京モーターショーにてブランド第2号のモデル「07」が初披露された。
同年末の広州モーターショーにて、極越ブランド初のEVスポーツカー「ROBO X」が発表された。

## 経営破綻

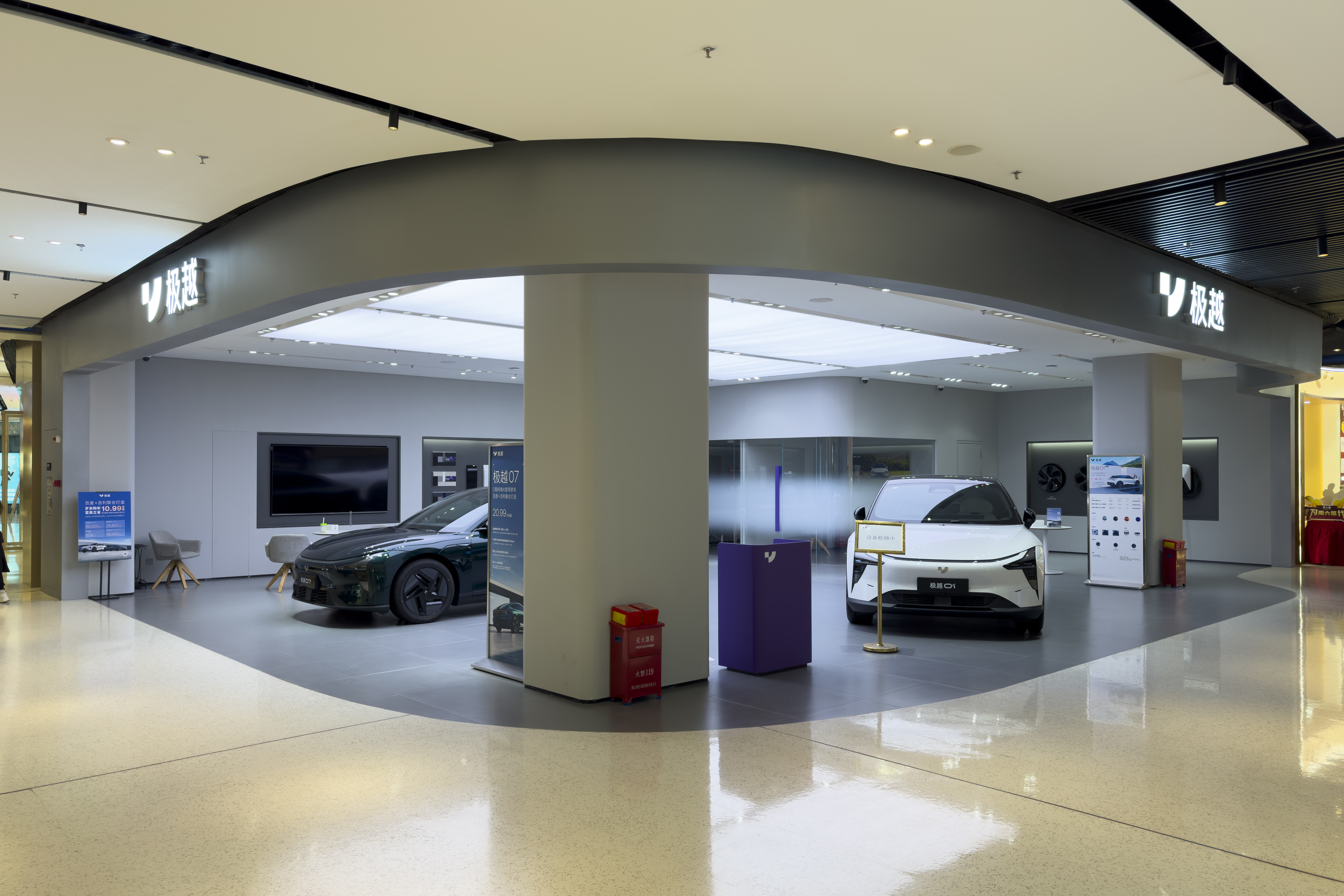
2024年12月13日に撮影された広州の極越ショールーム。「設備点検中」の札が置かれ従業員の姿が見られない。

中国市場でEVの競争が激化する中、極越の販売台数は伸び悩み、2023年12月から2024年11月までの12か月累計販売台数はわずか1万4055台であった。
極越は販売台数を確保するために採算を度外視した割引をした結果、2024年上半期ごろから財政状況が悪化した。百度からの資金援助が打ち切られ、同年9月～10月に満期を迎える信用貸付への返済も滞ったため、銀行からの融資も打ち切られた。これにより極越の財政状況は急速に悪化し、同年12月に経営破綻した。
2024年末、極越の従業員を名乗る人物により、全従業員の40％をリストラする大規模な人員削減を開始したとの情報がSNSに投稿された。これに対して極越の法務部が疑惑を否定する声明を12月2日に発表した。
しかしその直後の12月11日、全社員向けのビデオ会議において夏CEOが会社が危機的状況にあることを認めた。夏は「極越は困難に直面しており、早急な調整が必要だ」とコメントし、11月の社員の社会保険料を会社が支払っていないことも明らかにした。従業員への給与支払いの目途も立たず、翌日12日には従業員が夏を取り囲んで抗議したり、販売店から備品を持ち出したりなど、混乱した状況となった。
12月13日、極越の株主である吉利と百度は共同声明を発表し、極越の経営陣と協力して「従業員への社会保険料の支払いと退職補償問題への対応」「ユーザーに対するアフターサービスと修理・メンテナンスの維持」などを適切に解決するよう支援すると表明した。12月15日、吉利傘下のLynk & Coが極越の車両のアフターサービスを担当することが発表された。

## 沿革
- 2021年
  - 01月 – 百度と吉利がEV会社設立のためのパートナーシップ締結を発表。
  - 03月 – 百度と吉利の合弁により「集度汽車有限公司」が設立。
  - 06月 – 北京の経済技術開発区に「集度科技有限公司」を設立[24]。
  - 11月 – 「上海集度汽車有限公司」が設立。
  - 12月 – 百度のCEOである李彦宏が「最初のコンセプトカーを2022年に発表し、2023年から量産化する」という計画を発表した[25]。
- 2022年
  - 01月 – シリーズA資金調達を完了。ブランドロゴが発表される。
  - 06月 – コンセプトカー「ROBO-01」を発表。
  - 08月 – 上海・嘉定本社の新社屋が完成した[26]。
  - 11月 – 武漢に自動車関連のサービス業などを運営する「武漢集度汽車服務有限公司」が設立された[27]。
- 2023年
  - 08月 – 「杭州極与越汽車科技有限公司」が設立され、ブランド名が「極越」に改名。
  - 10月 – ブランド第1号の量産車「01」を発売。また上海・嘉定にブランド初のサービスセンターが設立[28]。
- 2024年
  - 12月 – 経営破綻。従業員給料未払いが報じられる[20][29][30][31]。
- 2025年
  - 1月 – 車両未受領の顧客への返金対応の開始。全従業員との退職補償契約の締結が完了[32]。

## 車種
- 01 - Dセグメントの電動CUV
- 07 - Eセグメントの電動セダン